# Gestion des déplacements
La Gestion des déplacements, que les entreprises désignent par l’expression travel management ou business travel management, regroupe, outre la réservation et l’organisation de voyages d’affaires, le déroulement complet du processus de réservation et de règlement du voyage, notamment :
- l’achat stratégique de services lors d’un voyage (par ex. train, avion, réservation de chambres d’hôtels et voitures de location), le décompte de la totalité des frais de déplacement et le contrôle de gestion de tels frais de déplacement ;
- la gestion du parc de véhicules et la tenue/le contrôle de carnets de route ;
- l’organisation et l’encadrement d’événements (réunions, programmes d’encouragement, congrès et autres voyages organisés) en relation avec des offres touristiques et autres prestations afférentes ;
- la consultation des sociétés du groupe en rapport avec l’ensemble des questions concernant la gestion des déplacements professionnels, l’élaboration et le contrôle des directives internes de la société en matière de déplacements ;
- la gestion des risques liés au déplacement : carences en infrastructures locales,  accidents de transport, maladies endémiques, état d'insécurité de certaines zones géographiques, impact psychosocial du déracinement (voir Déplacement professionnel > Risques et impact liés aux déplacement professionnels).

Voici une liste d’entreprises qui s’occupent de près ou de loin de la gestion des déplacements :
- chaînes d’agence de voyages ou agences de voyages indépendantes ;
- établissements d’hébergement et de restauration ;
- agences d’événementiel et d’organisation de manifestations ;
- spécialistes en matière de programmes d’encouragement ;
- prestataire de services de transport ;
- fournisseurs de systèmes de gestion numérique des déplacements ;
- fournisseurs de systèmes de décompte des déplacements ;
- développeurs informatiques disposant d’une expérience appropriée ;
- gestionnaires de voyages ;
- compagnies d'assistance.